# Francesco di Antonio del Chierico

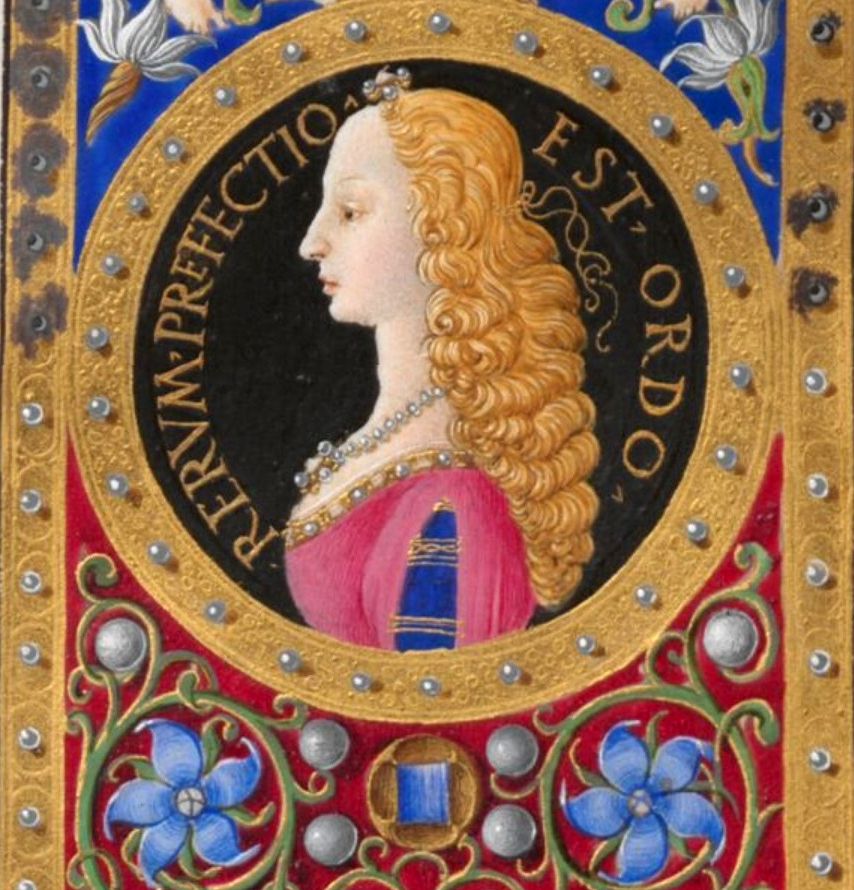
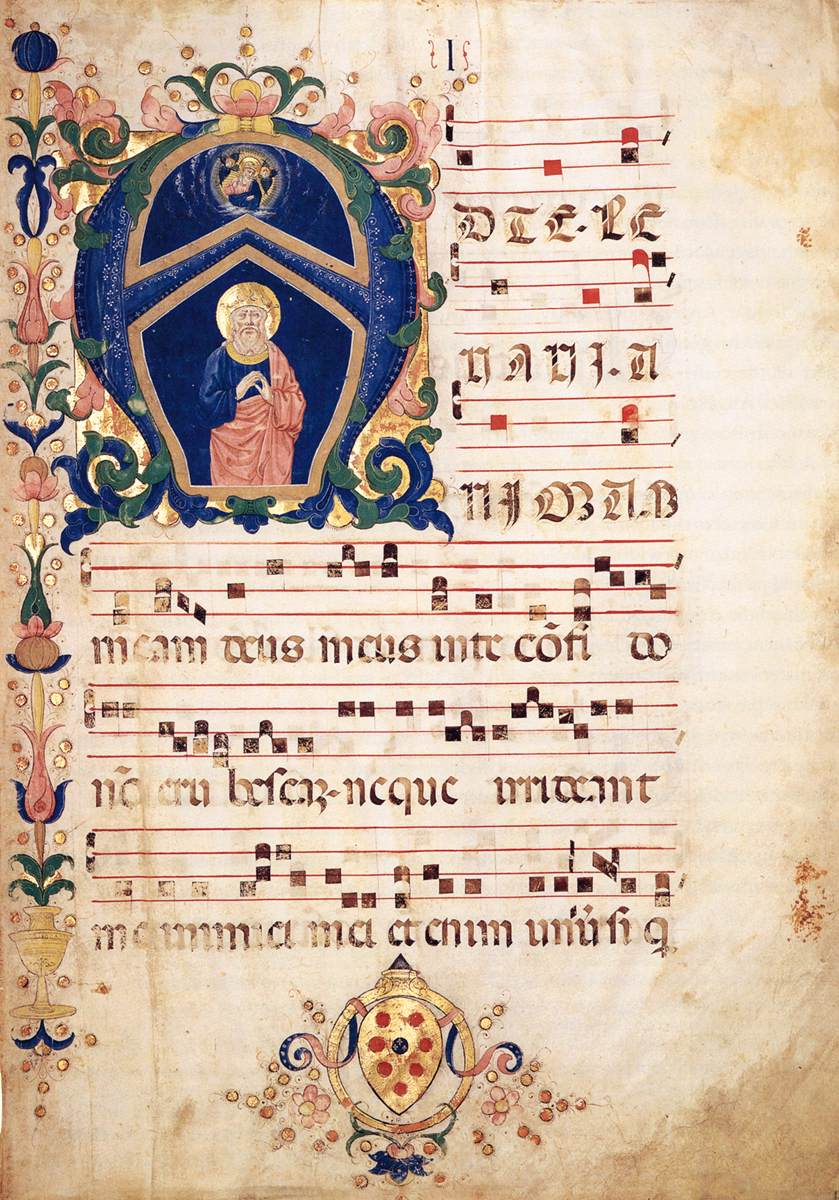
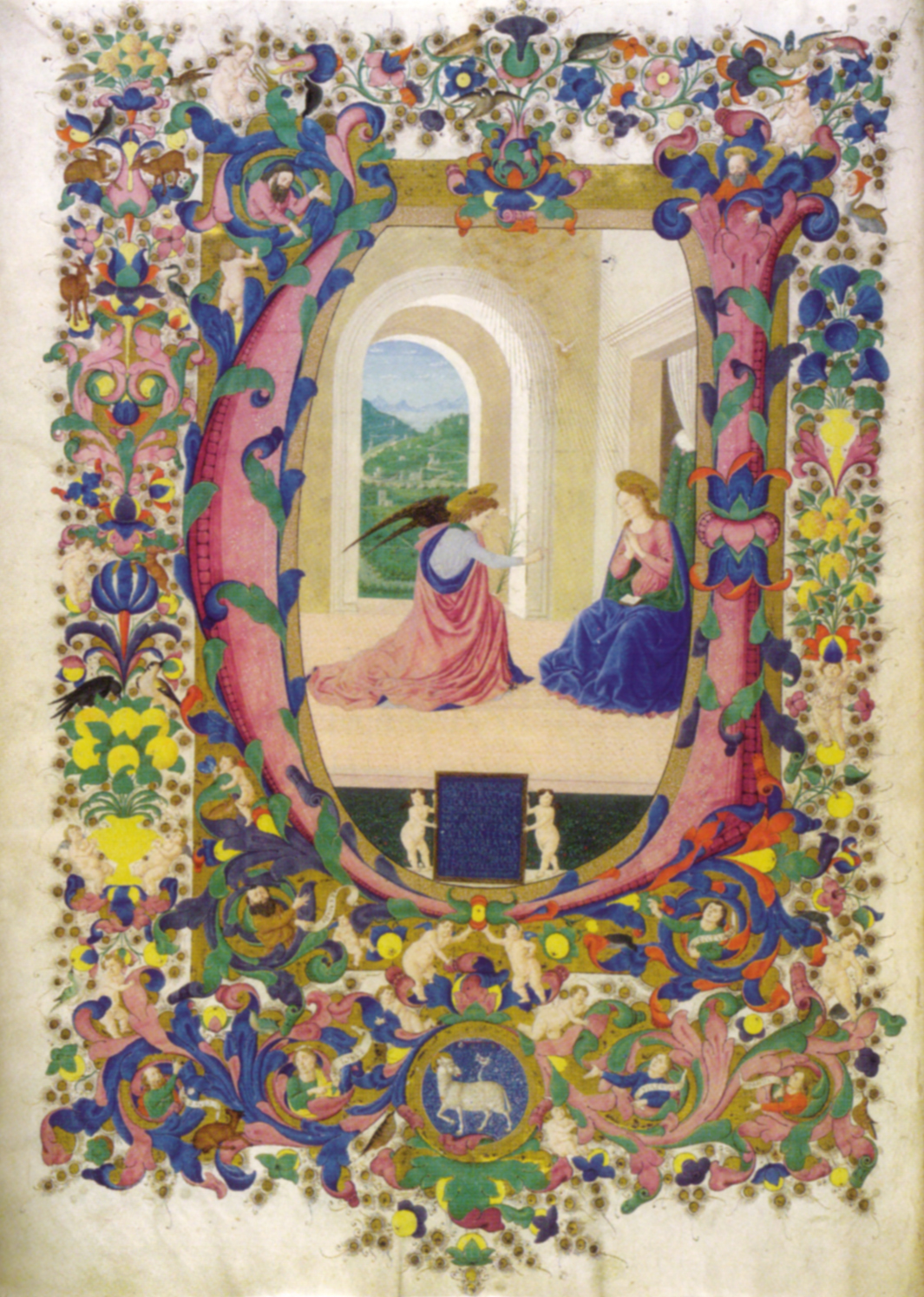
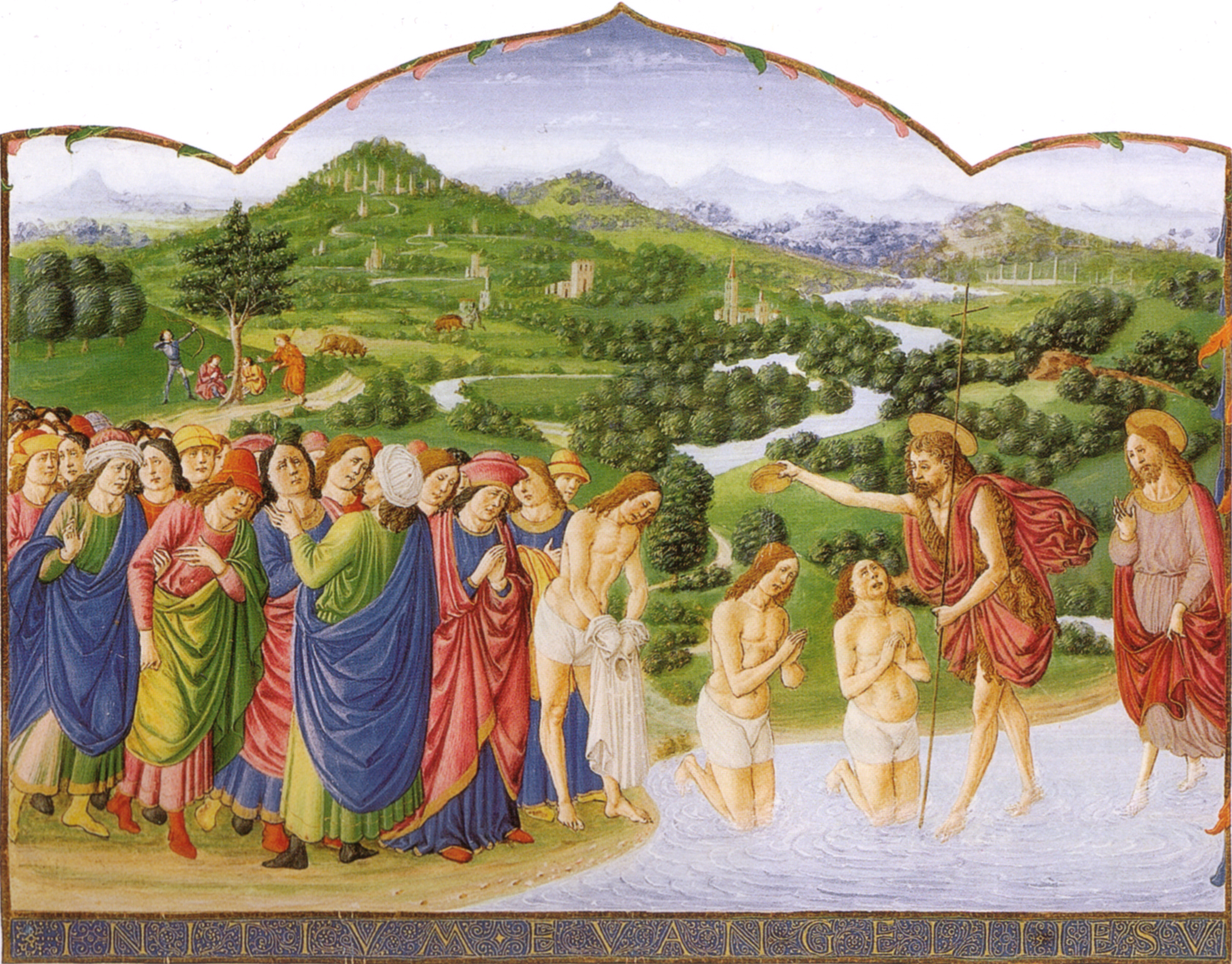
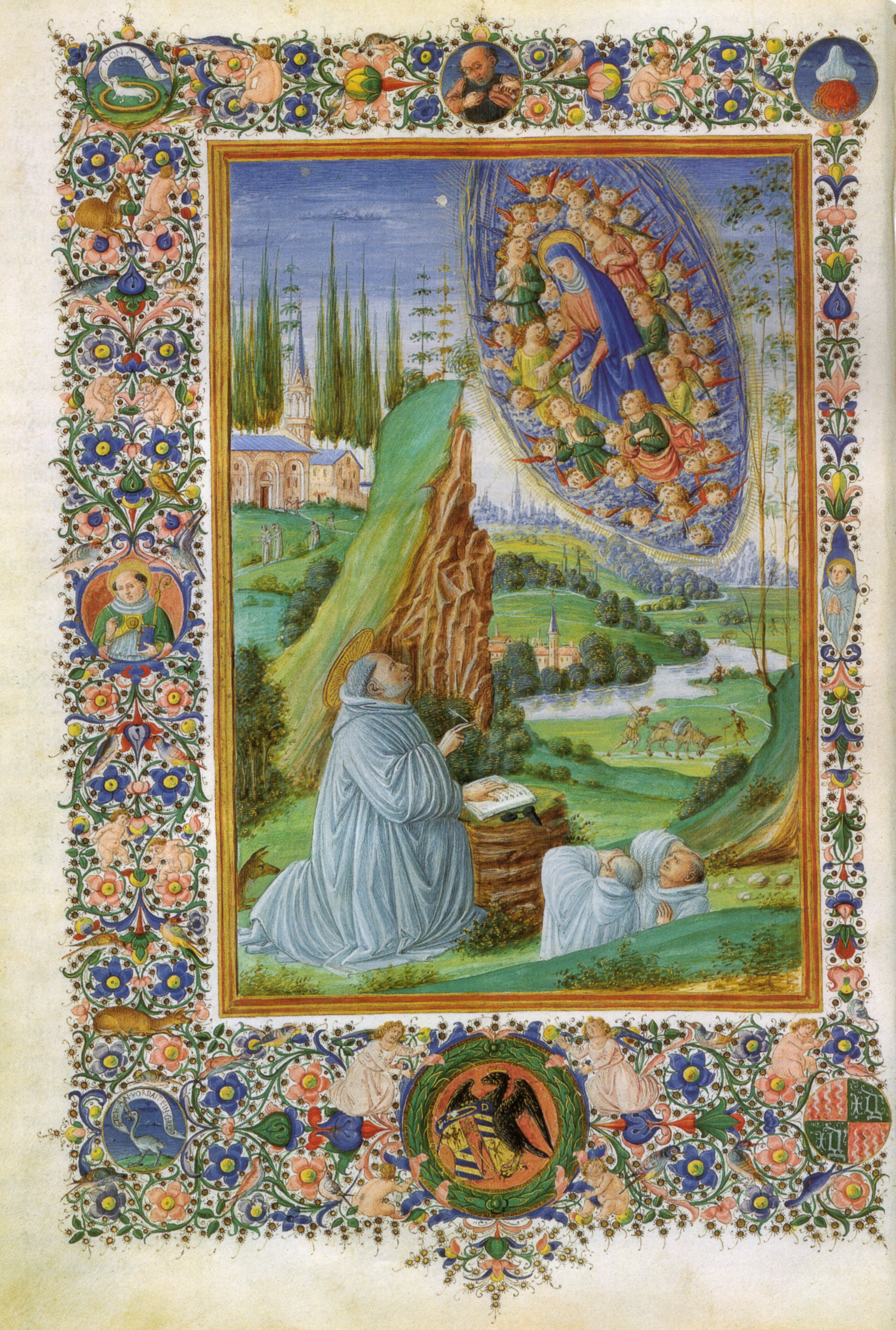
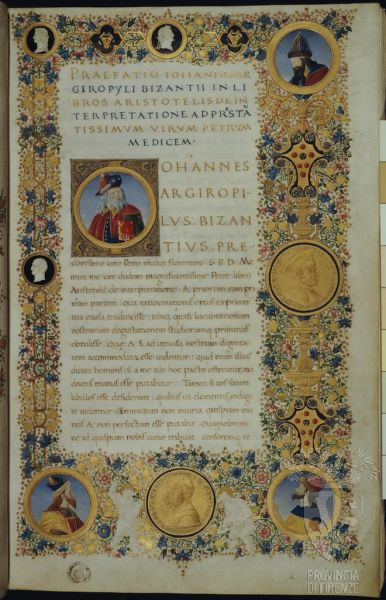
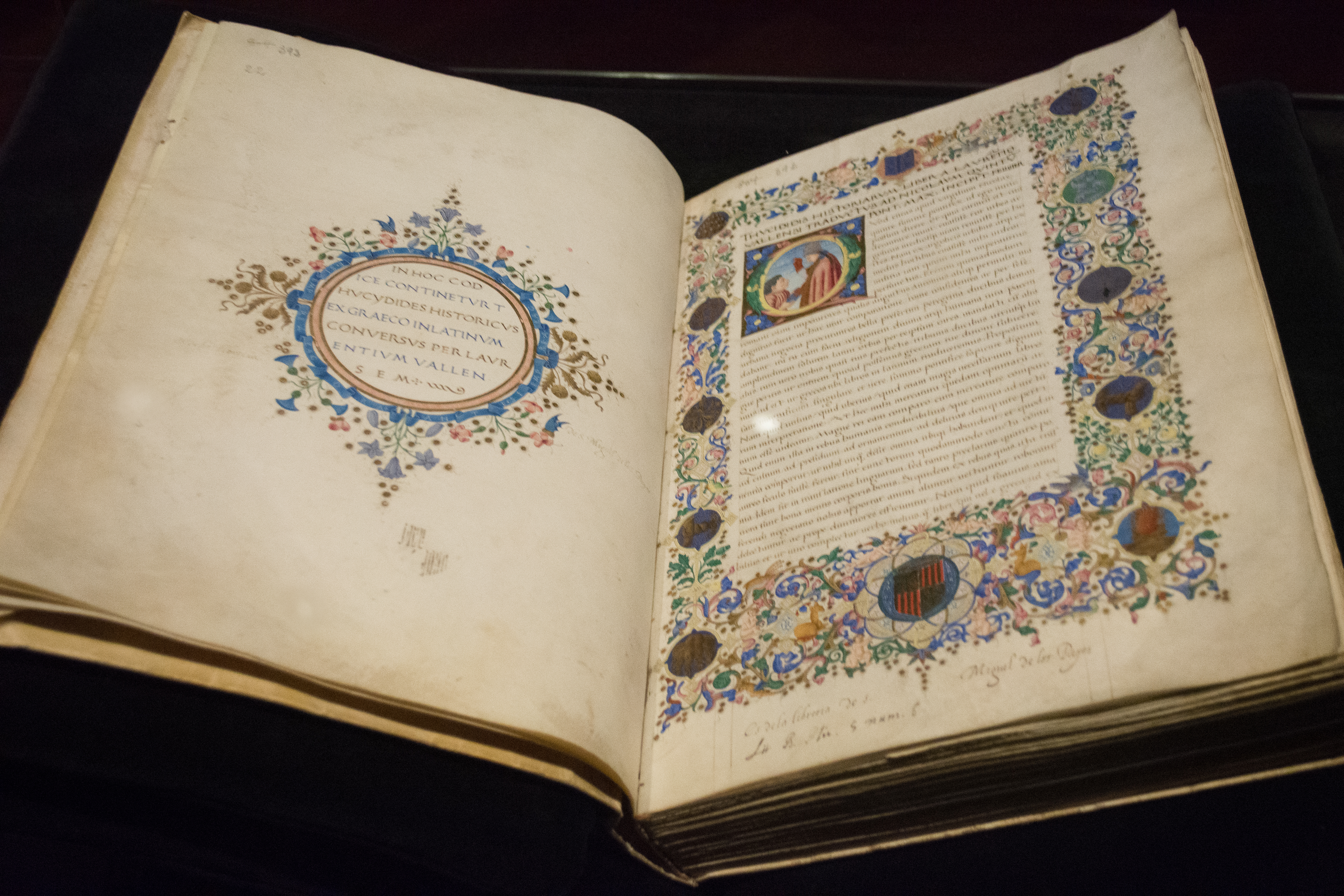
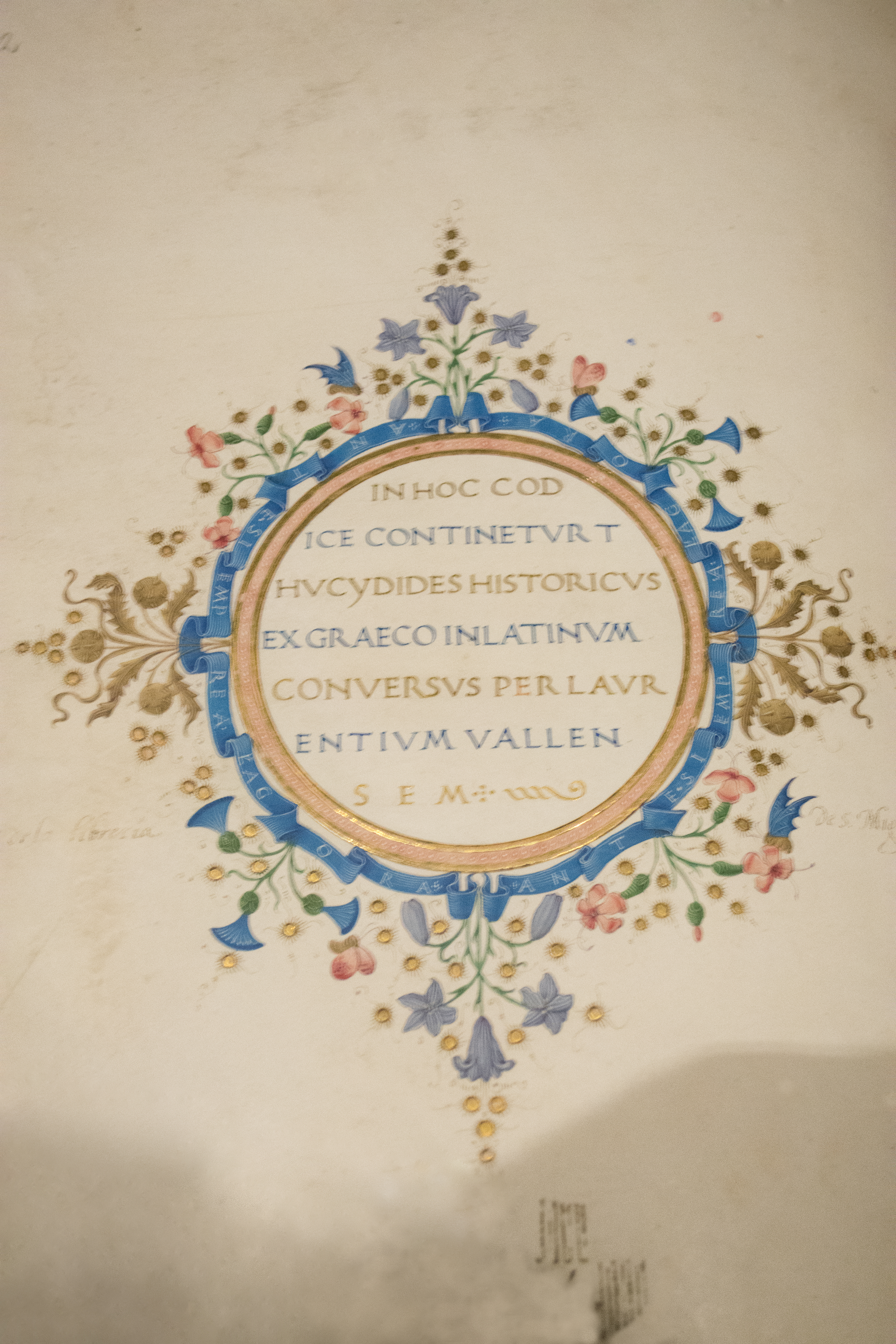
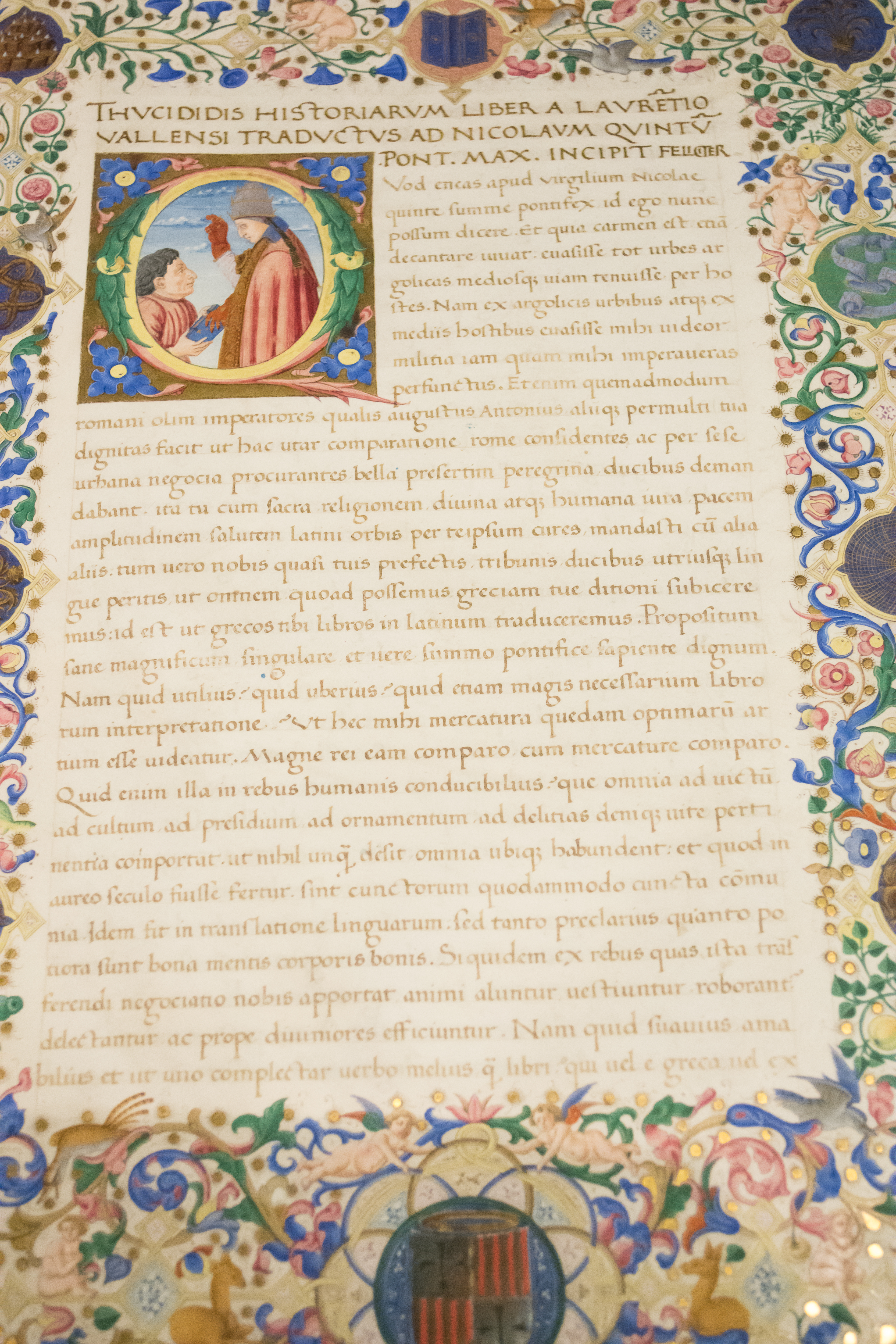
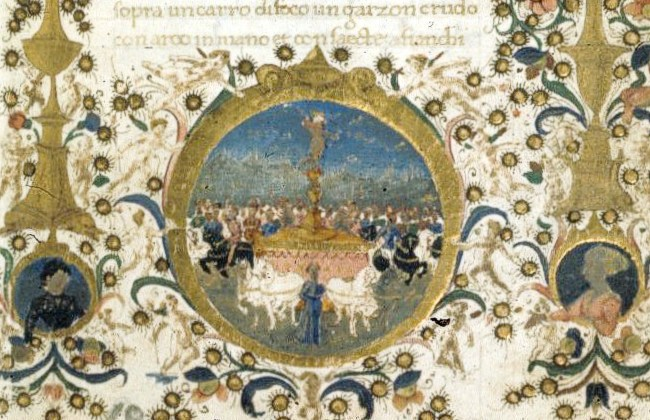
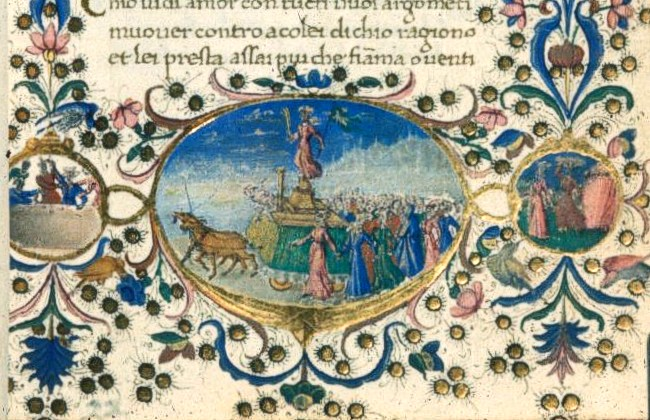
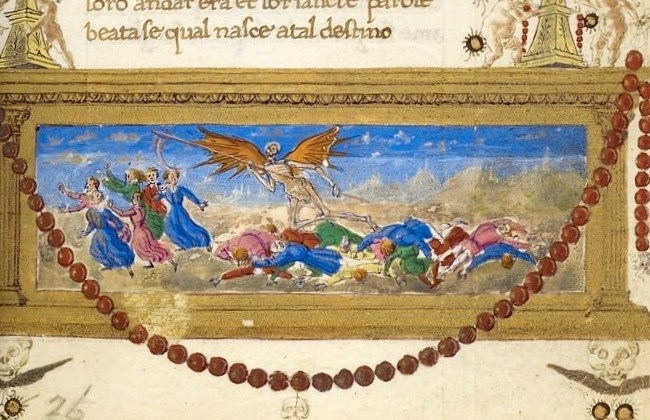
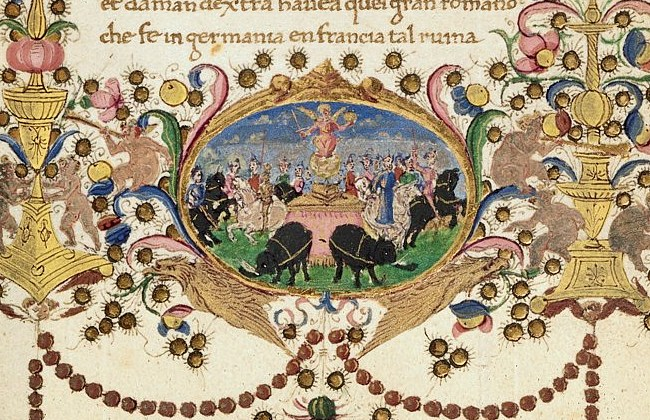
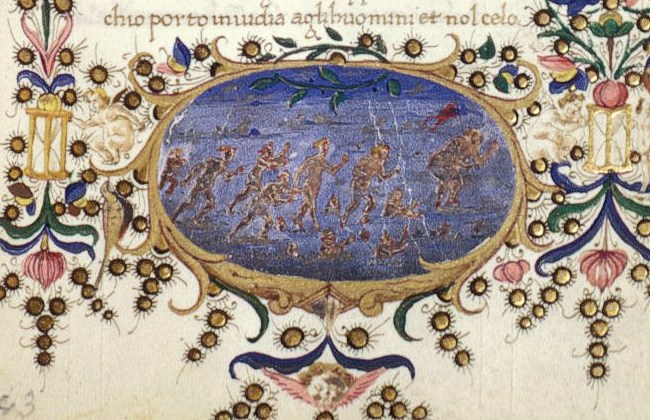
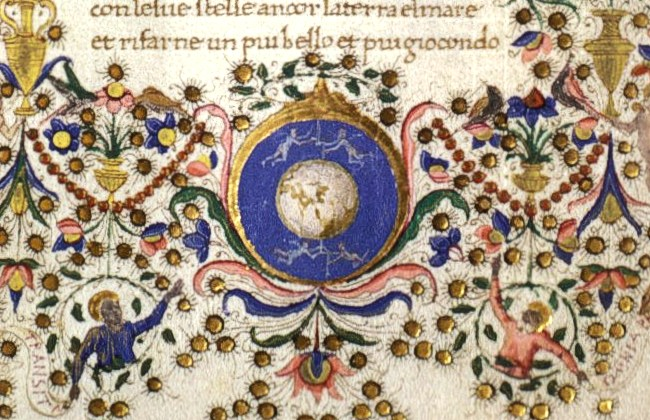
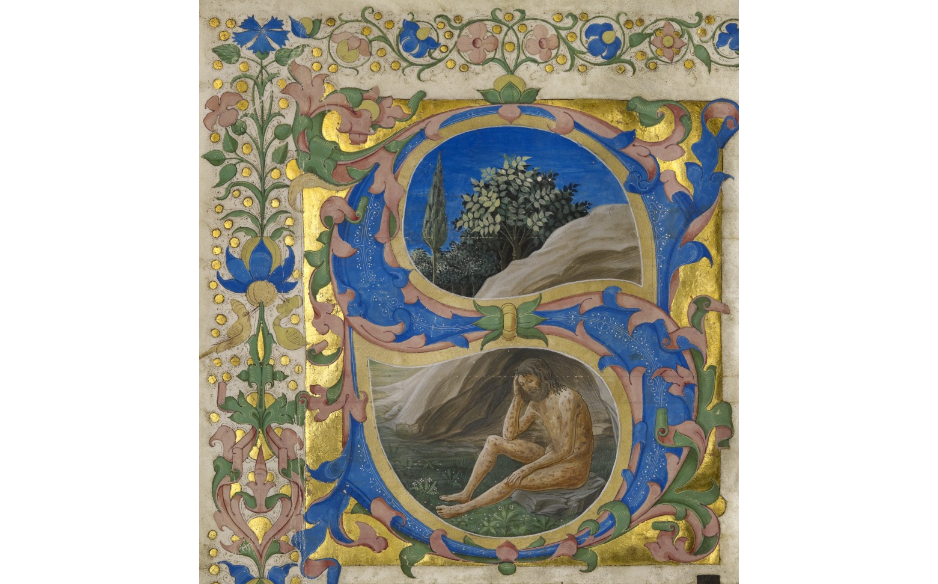

Francesco di Antonio del Chierico (Firenze, 1433 – Firenze, 17 ottobre 1488) è stato un miniatore e orafo italiano.